# Carlos Alberto Soffredini
Carlos Alberto Soffredini (Santos, 6 de outubro de 1939 - São Paulo, 10 de outubro de 2001) foi um pesquisador, autor, dramaturgo e diretor que passou a ficar mais conhecido com trabalhos para a televisão brasileira. Seu trabalho enfocava a cultura popular brasileira.

## Biografia
Graduado em Letras pela Faculdade de Filosofia de Santos, iniciou os trabalhos como diretor e autor em um grupo amador. Mais tarde, começou a estudar  arte dramática.
Em 1975, dirigiu uma peça no Teatro de Cordel de São Paulo.
Em 1976, funda o Grupo de Teatro Mambembe,  com características bem brasileiras e recursos circenses.
Em 1977, adapta peça a partir de obra de Gil Vicente.
Em 1985, Soffredini funda o Núcleo de Estética Teatral Popular e remonta várias peças de autoria própria.
Para a TV, escreveu  a telenovela Brasileiras e Brasileiros em parceria com Walter Avancini.
A série Hoje é Dia de Maria foi baseada na obra de Soffredini .

## Estilo
Segundo enciclopédia do Itaú Cultural, Soffredini "sempre se lançou à experimentação, transpondo histórias populares para o teatro, buscando não a reprodução realista das formas populares, mas a revelação do universo poético presente em seus conteúdos" .

## Prêmios
Em 1967, ganhou o prêmio do Serviço Nacional de Teatro .
Como cineasta, foi premiado no Festival de Gramado em 1985 pelo roteiro de A Marvada Carne.